# Keiko McDonald
Keiko McDonald (n. 1 ianuarie 1940 – d. 14 septembrie 2008) a fost o orientalistă americană, specializată în cultura japoneză.

## Biografie
Keiko McDonald s-a născut la 1 ianuarie 1940 în orașul Nara din Japonia.
A absolvit în 1963 cursurile Universitatea de Studii Străine din Osaka, cu o diplomă de licență în specializarea limba engleză. A călătorit apoi în Statele Unite ale Americii și a obținut o diplomă de master în limba și literatura engleză la State University of California-Sacramento în 1966. În același an s-a căsătorit cu americanul Charles McDonald și s-a stabilit în SUA. A urmat ulterior cursuri la University of Oregon, unde a obținut titlurile de Doctor of Arts în 1971 și Doctor of Philosophy (PhD) în 1974, cu teza de doctorat In Search of the Orient: W. B. Yeats and Japanese Tradition.
După absolvirea studiilor de doctorat în 1974, Keiko McDonald a devenit profesor invitat la University of Texas-Austin (1974-1975) și apoi, în 1975, a fost încadrată ca profesor asistent în cadrul Departamentului de Limbi și Literaturi Est-Asiatice al Universității din Pittsburgh, unde, timp de peste 30 de ani, a predat cursuri de introducere în limba japoneză, literatură japoneză, cinematografie japoneză, westernuri și filme cu samurai, cultura și societatea japoneză reflectată în cinematografie. A fost promovată profesor asociat în 1981 și profesor titular în 1992, iar în anul 2007 a ocupat funcția de președinte interimar al Departamentului de Limbi și Literaturi Est-Asiatice. Keiko McDonald a scris câteva cărți și zeci de articole și a fost invitată să țină conferințe la diferite instituții educaționale din Statele Unite ale Americii, Canada și Japonia. A fondat și organizat, începând din 1985, un festival anual al filmului japonez la Universitatea din Pittsburgh.
Ea a fost renumită pe plan internațional în calitate de cercetător al filmului japonez, fiind unul dintre puținii specialiști americani în domeniul cinematografiei japoneze. Keiko McDonald a obținut grantul Research-in-Japan al Japan Iron and Steel Endowment în 1998, grantul internațional Toshiba în 1999, premiul pentru excelență în predare „Tina and David Bellet” în 2002, trei burse de cercetare Fulbright și un premiu național de cercetare în domeniul științelor umaniste. A apărut ca figurantă în două filme turnate la Pittsburgh: Gung Ho (1986) și Lorenzo’s Oil (1992).
Aflată într-un an sabatic al carierei didactice, Keiko McDonald a murit pe 14 septembrie 2008 în urma unui accident la pescuit, înecându-se după ce a alunecat în apă și s-a lovit la cap.

## Scrieri
- Cinema East: a critical study of major Japanese films, Fairleigh Dickinson University Press, Rutherford [N.J.], 1983[5]
- Mizoguchi, Twayne Publishers, Boston, 1984
- Ugetsu : Kenji Mizoguchi, director, Rutgers University Press, New Brunswick, N.J., 1993 - editor
- Japanese Classical Theater in Films, Fairleigh Dickinson University Press, Rutherford [N.J.], Associated University Presses, Cranbury, N.J., 1994
- Nara encounters, Weatherhill, New York, 1997 - în colaborare cu J. Thomas Rimer
- From book to screen : modern Japanese literature in films, M.E. Sharpe, Armonk, N.Y., 2000.
- Reading a Japanese Film: Cinema in Context, University of Hawaiʻi Press, Honolulu, 2006[6] selectat de revista Choice ca o lucrare academică excepțională.[3]
- Modern Japanese theatre and performance, Lexington Books, Lanham, MD, 2006 - în colaborare cu David Jortner și Kevin J Wetmore, Jr.